# Deutsche Handballmeisterschaft (Frauen) 1967
Für die Endrunde um die zehnte deutsche Meisterschaft im Hallenhandball der Frauen hatten sich die Meister der fünf Regionalverbände Süd, Südwest, West, Nord und Berlin qualifiziert. Zunächst wurde ein Vorrundenspiel ausgetragen, dessen Sieger in das Halbfinale einzog. Die beiden Halbfinalsieger bestritten in Hamburg das Finale um die deutsche Meisterschaft. Deutscher Meister wurde zum vierten Mal der Hamburger Verein Eimsbütteler TV.

## Spielergebnisse

### Vorrunde
- Eimsbütteler TV – TV Vorwärts Frankfurt 14:2

### Halbfinale
- Bayer Leverkusen – OSC Berlin9:5
- 1. FC Nürnberg – Eimsbütteler TV 6:7

### Finale
- Eimsbütteler TV – Bayer Leverkusen 12:5 (5:2)